# Șoimuș (okręg Marusza)
Șoimuș – wieś w Rumunii, w okręgu Marusza, w gminie Coroisânmărtin. W 2011 roku liczyła 403 mieszkańców.